# Ari-Pekka Liukkonen
Ari-Pekka Liukkonen (Pieksämäki, Finlândia, 9 de fevereiro de 1989) é um nadador finlandês. Competiu nos  50 metros estilo livre masculino nos  Jogos Olímpicos de Verão de 2012. Tem o recorde nacional finlandês nessa distância, num tempo de 21.67.

## Vida pessoal
Em 2 de fevereiro de 2014, Liukkonen anunciou publicamente a sua homossexualidade numa entrevista em Yleisradio. Foi o primeiro atleta profissional de alto nível que anunciou na Finlândia a sua condição de gay. O seu anúncio teve repercussão internacional.